# Непридуманная история
«Непридуманная история» — советский художественный фильм 1964 года режиссёра Владимира Герасимова, по мотивам очерка Ильи Зверева «Что человеку надо?» (опубликован в сборнике «Жизнь молодая. Рассказы о настоящих людях». - Москва: Молодая гвардия, 1962).

## Сюжет
Толе Левчукову и его молодой жене Варе, монтажникам на одной из крупных строек, удалось получить небольшую комнатку. Казалось бы, жизнь наладилась, но уже надо собираться на соседнюю площадку, в неустроенность нового места.
В семье наметился первый разлад. Анатолий не хочет ехать, и Варя с трудом убеждает мужа, что они просто не имеют права бросать своих товарищей в трудную минуту.
Варваре, готовой видеть друга в каждом, пусть даже едва знакомом человеке, с каждым годом всё трудней ужиться со своим супругом. Он хороший работник, честный человек, но безоговорочно ставит свои интересы на первое место, не желая считаться с другими людьми.
Вскоре трудность их отношений умножается беспочвенной ревностью. Даже родившийся и любимый обоими родителями сын не может остановить ставшее неизбежным расставание.

## В ролях
- Жанна Прохоренко — Варя Левчукова
- Георгий Епифанцев — Анатолий Левчуков
- Леонид Куравлёв — Костя Ремизов
- Виталий Доронин — Степан Иванович
- Валентина Березуцкая — Шура, жена Степана Ивановича
- Татьяна Доронина — Клава Байдакова
- Екатерина Мазурова — тёща Степана Ивановича
- Ролан Быков — эпизод
- Александр Леньков — Феликс Фанюков

## Съёмочная группа
- Сценаристы: Юлий Дунский, Валерий Фрид, Илья Зверев
- Режиссёр: Владимир Герасимов
- Оператор: Галина Пышкова
- Композитор: Алексей Муравлёв
- Художник: Юрий Кладиенко